# Osseïne
Osseïne is een eiwit dat voornamelijk in botten voorkomt. Het vormt een essentieel onderdeel van het botweefsel van gewervelde dieren, inclusief mensen. Osseïne speelt een cruciale rol bij het behoud en de vernieuwing van botten gedurende het leven. Het wordt continu afgebroken en opnieuw opgebouwd door processen zoals botremodellering, waarbij oud bot wordt vervangen door nieuw botweefsel. Daarnaast is het een grondstof voor de productie van gelatine en bevat verschillende aminozuren zoals glycine, proline, alanine.
Chemisch gezien behoort osseïne tot de groep van collageenproteïnen, die bekend staan om hun sterkte en flexibiliteit. Collageenvezels vormen een netwerk waarin calciumzouten worden afgezet, wat bijdraagt aan de structurele integriteit van botten.
Osseïne wordt gemaakt uit gereinigde en geprepareerde beenderen van rundvee of varkens.
De botdelen worden door middel van behandelingen met zuren (bijvoorbeeld chloorzuur) ontdaan van hun mineraalbestanddelen (vooral fosfaat) waarna het collageenbestanddeel van het bot resteert. Bij de productie van osseïne wordt dicalciumfosfaat (CaHPO4) als bijproduct bekomen. Ook vleesbeendermeel en vet zijn bijproducten.
In Vilvoorde heeft Tessenderlo Group (PB Leiner) langs het Zeekanaal Brussel-Schelde een fabriek voor de productie van osseïne.